# Köditz
Köditz település Németországban, azon belül Bajorországban. Lakosainak száma 2409 fő (2023. december 31.).

## Népesség
A település népessége az elmúlt években az alábbi módon változott:
| Lakosok száma | 732  | 1400 | 1141 | 2209 | 2533 | 2507 | 2447 | 2442 | 2429 | 2409 |
|               | 1875 | 1950 | 1975 | 1987 | 2012 | 2014 | 2016 | 2017 | 2021 | 2023 |